# 250 베시 스트리트
250 베시 스트리트(250 Vesey Street) 또는 예전 명칭 포 월드 파이낸셜 센터(Four World Financial Center)는 세계 금융 센터 건물들 중 하나이다. 미국 뉴욕 시 맨해튼 남부에 있다. 메릴 린치 본사와 그 회사의 트레이딩 플로어가 입주해 있다.
층수는 34층이며 높이는 152 m이다. 맨해튼 금융가 중심부에 있으며, 허드슨강과 세계 무역 센터가 있던 자리 사이이다.

## 같이 보기
- 브룩필드 플레이스 (뉴욕)